# Ödemiş

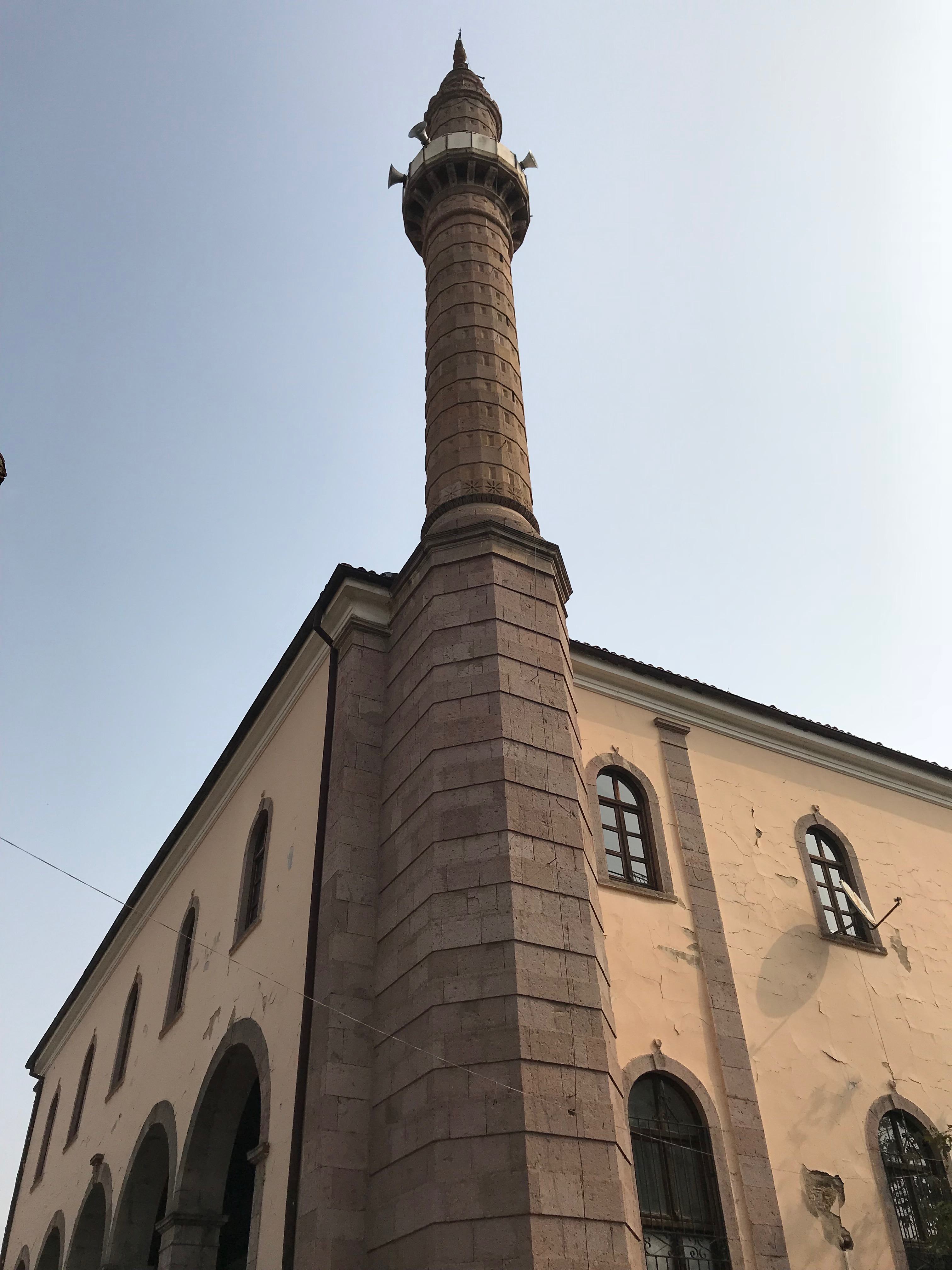
Hacı Abdi Ağa Mosque in Ödemiş

Ödemiş est un chef-lieu de district de la province d'İzmir en Turquie.

## Géographie
Ödemiş est situé dans la vallée du Caystre (Küçük Menderes « Petit Méandre ») sur le versant méridional du massif du Mont Tmole qui culmine au Bozdağ à 2 157 m d'altitude. La ville est à 112 km de la capitale provinciale İzmir.
| 1990   | 1997   | 2000   | 2007   | 2009   |
| ------ | ------ | ------ | ------ | ------ |
| 51 620 | 62 194 | 61 896 | 71 219 | 74 306 |

Le district comptait 128 253 habitants en 2007.

## Sites touristiques
Le district est riche de ressources touristiques variées.

### Bozdağ
Le village de Bozdağ est une station de ski alpin entre 1 528 m au village et 2 157 m au sommet.

### Lac Gölçük
Un peu à l'ouest de Bozdağ, le lac de Gölçük est un lac de cratère à 970 m d'altitude. Avec le village de Bozdağ c'est un lieu apprécié des citadins pendant l'été.

### Birgi
Birgi est près d’Ödemiş. C'est une petite ville construite au XIVe siècle. La plupart des maisons sont cependant du XVIIIe et XIXe siècles. L’Ulu camii (en turc : grande mosquée) est un exemple de mosquée en bois de l’art seldjoukide, elle a été construite par Mehmed Bey, fondateur de l'émirat d'Aydın qui a fait de Birgi sa capitale en 1308. La mosquée a été construite en 1313.

### Hypèpes
Hypèpes est une ville grecque situé à environ 6 km au nord d'Ödemiş près du village de Günlüce. Le site n'a pas fait l'objet de fouilles. La ville est citée comme ayant participé à la première guerre de Mithridate en se ralliant à Mithridate VI Eupator par crainte de se voir traitée comme l'a été l'île de Chios après la bataille de Chéronée en 86 av. J.-C.. Cette ville était habitée par une communauté d'origine perse ayant conservé des dieux et des rites orientaux.